# Melis Sekmen
Melis Sekmen (nascida a 26 de setembro de 1993) é uma política alemã da Aliança 90/Os Verdes que é membro do Bundestag desde as eleições federais alemãs de 2021. Ela é descendente de turcos.

## Carreira política
No parlamento, Sekmen serve na Comissão de Assuntos Económicos. Além das suas atribuições nos comités, ela é membro da delegação alemã à Assembleia Parlamentar Franco-Alemã desde 2022.